# Aufbau
Aufbau — ведущее периодическое издание немецкоязычных еврейских иммигрантов, основанное в 1934 году клубом German-Jewish Club (позднее переименованным в New World Club) в Нью-Йорке, издаваемое до апреля 2004 года и распространявшееся по всему миру. С февраля 2005 года издаётся как глянцевый журнал издательством JM Jüdische Medien AG в Цюрихе.

## История
Издание Aufbau начало издаваться в 1934 году, через год после прихода нацистов к власти в Германии, как двенадцатистраничный ежемесячный информационный бюллетень клуба German-Jewish Club (позднее переименованного в New World Club, чтобы звучать менее провинциально) немецкоязычных еврейских иммигрантов, проживающих в Верхнем Вест-Сайде на Манхэттене в Нью-Йорке, который включал информацию и полезные факты для еврейских беженцев. Первый номер вышел 1 декабря. Первые страницы Aufbau обычно сообщали о мировых событиях, внутренние страницы были заполнены объявлениями о бракосочетаниях, некрологами, списками квартир и рекламой местных предприятий.
Выдающиеся писатели и мыслители XX века: Ханна Арендт, Карл Цукмайер, Людвиг Маркузе (1896—1971), Лион Фейхтвангер, Альфред Польгар, Гершом Шолем и Томас Манн писали для издания. Томас Манн, Альберт Эйнштейн и Стефан Цвейг некоторое время были членами редколлегии.
Являлось важным изданием для еврейских беженцев от нацизма, перемещённых лиц и выживших в концентрационных лагерях, прибывших в США после Второй мировой войны. Из 125 000 немецкоязычных еврейских беженцев, прибывших в Америку в 1930—1940-е годы, около половины прибыли в Нью-Йорк. Беженцы из Берлина и северных регионов Германии тянулись к Верхнему Вест-Сайду и Куинсу, в то время как беженцы из южной Германии и более сельских общин предпочитали Вашингтон-Хайтс.
В 1939 году главным редактором Aufbau стал журналист Манфред Джордж (1893—1965). В Германии журналист Манфред Георг писал для нескольких уважаемых газет. После прихода Гитлера к власти он покинул Берлин и в конечном итоге прибыл в Нью-Йорк. Манфред Джордж сформировал содержание и стиль Aufbau. Издание стало выходить еженедельно. С 1941 года, в течение 30 лет карикатуристом еженедельника был Бенедикт Фред Дольбин (1883—1971). С 1939 года до своей смерти иллюстратором и карикатуристом был Людвиг Вронков (1900—1982).
С 1 сентября 1944 года по 27 сентября 1946 года Aufbau напечатало многочисленные списки евреев, переживших Холокост, находящихся в Европе, а также несколько списков жертв. Aufbau стал одним из ведущих антинацистских изданий немецкой прессы в изгнании.
После Второй мировой войны Aufbau сосредоточилось на проблемах антисемитизма в США и в Европе, постоянно меняющихся процедур иммиграции и натурализации, дебатов об определении еврейских беженцев от нацизма как «враждебных» иностранцев во время войны, вопросов о наказании за Холокост и другие преступления нацизма, борьбы за компенсации и реституцию, а также на возрождении еврейской родины, арабо-израильском конфликте и других новостях Израиля.
После смерти Манфреда Джорджа, с 1966 по 1985 год главным редактором Aufbau был Ханс Штайниц (1912—1993). С 1985 года до своей смерти в 1994 году главным редактором был журналист Генри Маркс (1911—1994).
В США число читателей сократилось из-за того, что молодое поколение всё меньше читало по-немецки. С 1999 года издание печаталось во Франкфурте.
В апреле 2004 года издание Aufbau в Нью-Йорке прекращено.
Нью-Йоркский Институт имени Лео Бека (англ. Leo Baeck Institute), крупный исследовательский центр, занимающийся изучением истории немецких евреев, оцифровал все выпуски Aufbau, опубликованные с момента создания издания в 1934 году по 2004 год.
Журналист Питер Шраг (Peter Schrag) написал книгу The World of Aufbau, опубликованную в марте 2019 года издательством University of Wisconsin Press. Для Шрага эта книга носит личный характер: он приехал в США из Германии со своими родителями в возрасте 11 лет в 1941 году.
В конце 2004 года права на издание приобрело  издательство JM Jüdische Medien AG в Цюрихе. С февраля 2005 года издаётся как глянцевый журнал, до 2014 года выходил ежемесячно, с 2014 по 2024 год включительно — раз в два месяца. До 2009 года главным редактором был журналист Ив Кугельман. В 2025 году главным редактором стал журналист Михель Фридман. Журнал стал выходить восемь раз в год.